# Шмац, Герхард
Герхард Шмац (нем. Gerhard Schmatz; 5 июня 1929, Регенсбург — 28 марта 2005, Ульм) — немецкий альпинист и нотариус.

## Биография
С 1949 года обучался в Университете Эрлангена — Нюрнберга по юридической специальности. Впоследствии служил нотариусом в Баварии, в 1962—1994 годах — в Ной-Ульме. После выхода на пенсию был избран и работал на общественных началах в городском совете Ульма, а также участвовал в деятельности студенческих корпораций «Kösener Corps», «Bavaria Erlangen» и «Borussia Berlin».
Герхард Шмац стал первым европейцем, покорившим высочайшие вершины всех континентов Земли (до него это сделали только три североамериканца), и первым в мире человеком, покорившим и эти вершины, и ещё высочайшие вершины семи крупнейших островов («7+7 вершин»). Кроме восхождений на горы, он также участвовал в лыжных походах на Северный полюс и нескольких Umseglungen на мыс Горн.
В 1979 году возглавил экспедицию на вершину Джомолунгмы. Ему тогда было уже 50 лет, и на тот момент он оказался старейшим из тех, кто был на высочайшей вершине. В той экспедиции участвовала и его жена, Ханнелора Шмац, которая тоже взошла на вершину и стала первой немецкой женщиной, покорившей Эверест. Но при спуске, на высоте около 8300 м над уровнем моря она погибла от переохлаждения. Там же погиб ещё один участник экспедиции, американец Рэй Дженит (англ. Ray Genet).